# Ben Stirling
Ben Stirling (* 16. August 1998 in Edinburgh) ist ein schottischer Fußballspieler, der bei Hamilton Academical unter Vertrag steht.

## Karriere
Ben Stirling wurde im Jahr 1998 in der schottischen Hauptstadt Edinburgh geboren. Zwischen 2015 und 2016 spielte er in der U17- und U20-Mannschaft von Hibernian Edinburgh. Ab Juli 2016 wurde er für ein Jahr an die viertklassigen Berwick Rangers verliehen. Für diese absolvierte er in der Saison 2016/17 elf Ligaspiele. Ab August 2017 folgte eine Leihe an den ebenfalls in der vierten Liga spielenden FC Cowdenbeath. Für diesen absolvierte er sieben Spiele und erzielte dabei erstmals ein Tor in der Scottish Football League, als er beim 1:0-Erfolg gegen Edinburgh City traf.
Ab August 2019 wurde Stirling für ein halbes Jahr an den Zweitligisten FC Arbroath verliehen. Bis Januar 2020 kam er für den Verein auf sechs Spiele in der Scottish Championship. Danach folgte eine weitere halbjährige Leihe innerhalb der zweiten Liga an Alloa Athletic. Bis zum vorzeitigen Abbruch der Saison Aufgrund der COVID-19-Pandemie hatte sich Stirling dort einen Stammplatz erkämpft.